# Diana Lázaro
Diana Lázaro (Madrid, 13 de abril de 1971) es una actriz y presentadora española.

## Biofilmografía
Diana Lázaro comienza su andadura artística presentándose a un casting en España para interpretar a Scarlett O'Hara en la nueva versión que se iba a hacer. Diana queda finalista y surgen sus primeras ofertas en televisión.
Antena 3 TV la elige como presentadora de un programa llamado Superjuego (1992) para después pasar a ser azafata contable del programa de TVE Un, dos, tres... responda otra vez a las órdenes de Chicho Ibáñez Serrador.
Terminada esta etapa vuelve a Antena 3 TV para presentar diferentes programas de prime time como Ta tocao, Somos los niños, Menudo Show (1995-1996) (otra versión de Lluvia de estrellas), etc.
Al mismo tiempo se la puede ver en numerosos cortometrajes como Fumar o no fumar por el que obtiene el premio a la mejor actriz en la III Muestra de Cortometrajes de la Facultad Ciencias de la Información de Madrid.
También debuta en el cine con pequeños papeles en películas como Novios hasta que es contradada como protagonista de una película muy valorada por la crítica, y cuyo título es Nómadas, continúa con Cámara oscura, un thriller coral junto a Silke, Unax Ugalde, Adriá Collado y Andrex Gertrudix.
En 1997 Telemadrid la elige como su presentadora estrella interpretando a Cybercelia en el programa Cyberclub el cual permanece 10 años en antena con gran éxito, premios y prestigio.
Interpretó en Telecinco, en la serie Hospital Central a la enfermera Leonor Vázquez durante dos temporadas (la 1.ª y la 2.ª) y su personaje volvió en otro capítulo. También ha intervenido en diversas series de TV como Señor alcalde, Todos los hombres sois iguales y ha protagonizado en TVE Obsesión, en un perverso papel.
Diana ha trabajado en inglés en el teatro (Sexual Perversity in Chicago y The tempest) y en la miniserie El camino de Santiago (con Anthony Quinn, Anne Archer, Charlton Heston, etc), y en italiano en varios capítulos de Dove commincia il sole.
En el año 2004, protagoniza la versión teatral de El otro lado de la cama junto a Lucía Jiménez, Raúl Peña y Coté Soler, en 2007 La importancia de llamarse Ernesto junto a Patxi Freytez y en 2008 Mujer busca hombre que aún no existe con Andoni Ferreño y Óscar Ladoire.

## Trayectoria

### Programas
- SuperJuego (1992/1993) Presentadora
- Un, dos, tres... Responda otra vez (1993/1994) Secretaria
- Ta tocao (1994/1995) Copresentadora
- Somos los niños (1995) Presentadora
- Menudas estrellas (1995/1996)  Copresentadora
- Cyberclub (1997/2007) Como Cybercelia Presentadora

### Series
- Todos los hombres sois iguales (1996/1997) Como Luna
- Dove comincia il sole (1998)
- Señor Alcalde (1998) Como Joven
- A las once en casa (1999) 1 episodio
- Camino de Santiago (1999) Miniserie
- Hospital central (2000/2001) Como la Enfermera Leonor Vázquez
- Hospital central (2003) Como Leonor "1 episodio"
- Obsesión (2004/2005) Como Carla Laguna
- Impares (2008) Como Helena Carter
- Las chicas de oro (2010) Como Catalina

### Películas
- Novios, como Vero (1999) de Joaquín Oristrell
- Nómadas, como Sara (2001) de Gonzalo López-Gallego
- Cámara oscura, como Thais (2003) de Pau Freixas
- Grupo 7, como Marisa (2012) de Alberto Rodríguez
- Working Progres, como Diana (2013) de Roland de Middel
- Fantasma, como "productora de TV" (2015) de David Navarro

### Cortometrajes
- Fumar o no fumar (1995)
- Solo en la buhardilla (1997)
- Camas (1997)
- Insomnio de una noche de verano (1999)
- El paraguas (2001)
- El hombre que volaba un poquito (2001)
- Se buscan abrazos (2002)
- Cuadrilátero (2004)
- #Stop (2012)

### Teatro
- El otro lado de la cama (2005/2006)
- La importancia de llamarse Ernesto (2007/2008)
- Mujer busca hombre que aún no existe (2009/2010)
- Sexual Perversity in Chicago (2011/2012)
- La tempestad (2013/2014)
- La extinción de los dinosaurios (2014)
- Taxi (2015)
- El secuestro (2016)[1]
- Liad@s